# Мокеев, Михаил Дмитриевич
Михаил Дмитриевич Мокеев (2 октября 1951, Петрозаводск — 28 февраля 2025, Москва) — советский и российский актёр театра и кино, театральный деятель, режиссёр, педагог.

## Биография
Родился 2 октября 1951 года в Петрозаводске.
Окончил в 1973 году физико-технический факультет Харьковского университета, также работал физиком-ядерщиком в Институте физики высоких энергий в городе Протвино Московской области, в котором Михаил Дмитриевич создал любительский театр «Зелёный гусь» (1973—1979). Параллельно учился на режиссёрском факультете Театрального училища им. Щукина. Также поступал в ЛГИТМиК на курс Г. А. Товстоногова, в котором так и не учился.
В 1982 году окончил режиссёрское отделение актёрского факультета Школы-студии МХАТ. Обучался на курсе О. Н. Ефремова.
Первое признание получил после постановки «Эмигрантов» С. Мрожека. С 1983 года по 1986 год — актёр театра МХАТ. С 1983 года по 1989 год — режиссёр МХАТ («Скамейка» А. И. Гельмана, 1984, совместно с О. Н. Ефремовым). Являлся одним из организаторов Творческих Мастерских СТД.
С 1988 года по 1992 год руководил «Мастерской М. Мокеева», которая в 1992 году была реорганизована в «Театр Михаила Мокеева Улисс», в котором было создано множество театральных работ. Также ставил спектакли в различных российских и зарубежных театрах.
С 1983 года по 1988 год — преподаватель в Школе-студии МХАТ, затем с 1988 года по 1990 год — в ГИТИСе. С 1990 года по 1991 год — на Высших режиссёрских курсах, с 1995 года по 1997 год — в Театральном училище им Б. В. Щукина. В своё время вёл мастер-классы в таких странах, как Австралия, Великобритания, Франция, США и Германия. Вёл летнюю актёрскую школу в Ирландии.
Являлся членом жюри фестиваля «Московские дебюты», руководил режиссёрской лабораторией при СТД России. Снимался в советских и российских фильмах, последние работы в качестве актёра и режиссёра были в телесериалах.
Скончался 28 февраля 2025 года на 74 году жизни в Москве. Похоронен 7 марта в Москве на Хованском Центральном кладбище (участок 114—122).

## Творчество

### Фильмография (Актер)
- 1985 — Батальоны просят огня — Катков
- 1989 — Ночь на размышление — режиссёр театра
- 2018 — Ищейка-2 — Изотов (12 серия)

### Режиссёрские работы (Кино)
- 2005 — Адъютанты любви
- 2007 — Татьянин день
- 2008 — Одна ночь любви
- 2008 — Хозяйка моей судьбы
- 2012 — Мама по контракту